# Pancur Pangko
Pancur Pangko is een bestuurslaag in het regentschap Padang Lawas Utara van de provincie Noord-Sumatra, Indonesië. Pancur Pangko telt 252 inwoners (volkstelling 2010).